# 루스 크리스토퍼
러셀 오르만드 크리스토퍼(Russell Ormand Christopher, 1917년 9월 12일 ~ 1954년 12월 5일)는 미국의 전 프로 야구 선수이다. 메이저 리그 베이스볼(MLB)에서 우완 투수로 활약하였으며, 7시즌 동안 아메리칸 리그의 필라델피아 애슬레틱스와 클리블랜드 인디언스에서 뛰었다. 통산 성적은 241경기에 출전해 999⅔이닝을 던지며 54승 64패, 46완투, 3완봉, 3.37의 평균자책점을 기록했다.
캘리포니아주 리치먼드 출신이다. 뉴욕 양키스 산하 마이너 리그 팀에서 뛰다가 룰 5 드래프트로 필라델피아 애슬레틱스로 이적했다. 1942년 메이저 리그에 데뷔해 6년간 애슬레틱스에 몸담았으며, 1945년 올스타로 선정되었다. 1948년 시즌 전 클리블랜드 인디언스로 트레이드되어 그곳에서 1년만 뛰고 건강 문제로 은퇴했다. 이후 비행기 공장에서 일하다가 1954년 사망했다.